# Atletismo nos Jogos Pan-Americanos de 1971 - 50 km marcha atlética masculina
A prova dos 50 km da marcha atlética masculina nos Jogos Pan-Americanos de 1971 foi realizada em Cali, Colômbia.

## Medalhistas
| Ouro                           | Prata                        | Bronze                          |
| Larry Young USA Estados Unidos | Gabriel Hernández MEX México | John Knifton USA Estados Unidos |

## Resultados
| Posição           | Nome              | Nacionalidade      | Tempo   | Notas |
| ----------------- | ----------------- | ------------------ | ------- | ----- |
| Medalha de ouro   | Larry Young       | USA Estados Unidos | 4:38:31 |       |
| Medalha de prata  | Gabriel Hernández | MEX México         | 4:38:46 |       |
| Medalha de bronze | John Knifton      | USA Estados Unidos | 4:42:15 |       |
| 4                 | Rafael Vega       | COL Colômbia       | 4:58:00 |       |
| 5                 | Adalberto Scorza  | ARG Argentina      | 5:07:30 |       |
| 6                 | Marcel Jobin      | CAN Canadá         | 5:14:33 |       |
| 7                 | Lucas Lara        | CUB Cuba           | 5:28:30 |       |
| 8                 | Eladio Campos     | MEX México         | 5:28:32 |       |